# Di truyền liên kết giới tính

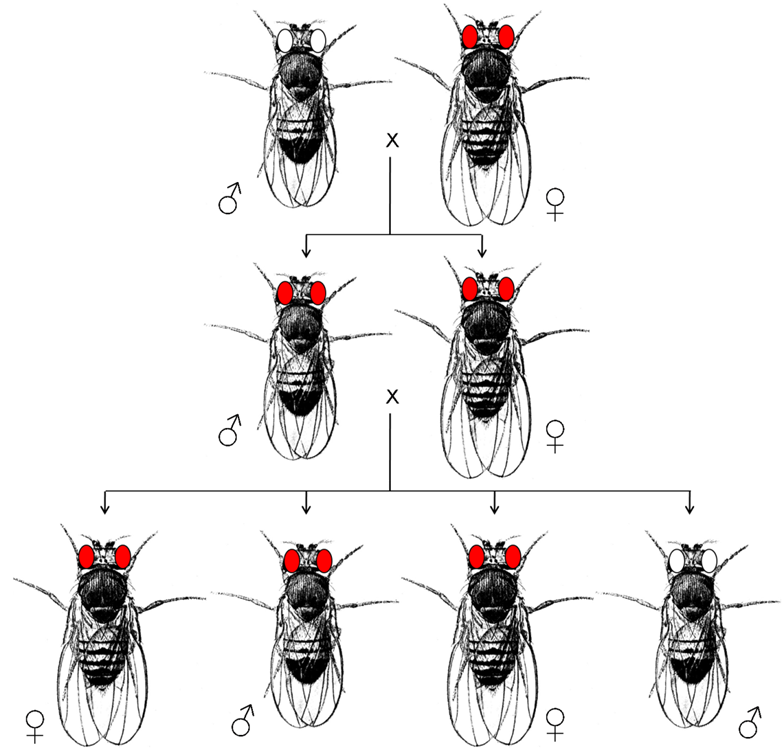
Màu mắt trắng chỉ xuất hiện ở ruồi đực (thí nghiệm của Morgan, 1910).

Di truyền liên kết giới tính là quá trình di truyền tính trạng biểu hiện cùng với giới tính (tính đực hoặc tính cái). Quá trình này biểu hiện ở hiện tượng: tính trạng không thuộc giới tính (gọi là tính trạng thường) hay xuất hiện ở giới này (cái hoặc đực) mà ít hoặc không xuất hiện ở giới kia (đực hoặc cái).
Trong tiếng Anh, thuật ngữ này là sex linkage, dùng để chỉ phương thức kế thừa gen ở vùng không tương đồng của nhiễm sắc thể giới tính qua các thế hệ. Phương thức kế thừa những gen như vậy gọi là phương thức di truyền liên kết giới tính (patterns of sex linkage inheritance).

## Ví dụ:
- Ở người: bệnh mù màu thường xuất hiện ở nam giới (XY) nhiều gấp bội ở nữ giới (XX).[5]
- Ở ruồi giấm (Drosophila melanogaster): mắt màu trắng thường chỉ thấy ở ruồi đực (XY), hiếm gặp ở ruồi cái (XX).[3]
- Ở một nòi gà: lông trơn (không vằn) thường gặp ở gà mái (ZW), rất ít gặp ở gà trống (ZZ).[3] Do đó đã được ứng dụng tạo thành chủng gà liên kết giới tính.

## Lược sử phát hiện
Một số tác giả cho rằng: báo cáo khoa học đầu tiên trên thế giới về di truyền liên kết với giới tính là của Doncaster và Raynor vào năm 1906, khi họ nghiên cứu quá trình kế thừa màu cánh của một loài bướm đêm là Abraxas grossulariata. Tuy nhiên, nhà di truyền học người Mỹ là Tômat Moocgơn (Thomas Hunt Morgan) được đánh giá là người không chỉ phát hiện, mà còn giải thích đúng đắn về kiểu di truyền này khi ông nghiên cứu trên ruồi giấm (Drosophila melanogaster) vào khoảng năm 1908 - 1910.
Những năm đầu của thập niên 1900, Moocgơn (Thomas Hunt Morgan) đã tình cờ phát hiện ra trong một quần thể ruồi giấm (Drosophila melanogaster) nuôi ở "phòng thí nghiệm ruồi" của mình có cá thể đực mắt trắng, khác hẳn tất cả các cá thể ruồi đã biết luôn có mắt đỏ. Ông thí nghiệm "lai theo kiểu Mendel" về 1 tính trạng thuần chủng: cho lai ruồi đực mắt trắng mới phát hiện này với ruồi cái mắt đỏ thuần chủng (P), thì thu được tất cả ruồi F1 mắt đỏ. Khi cho F1 giao phối với nhau đã thu được F2 có trung bình 75% số ruồi mắt đỏ : 25% số ruồi mắt trắng, nghiệm đúng tỉ lệ 3 trội : 1 lặn mà Mendel đã chỉ ra; nhưng có điều đặc biệt là ruồi con mắt trắng đều là giống đực. Thí nghiệm lai của Moocgơn cũng còn tiến hành theo cách lai nghịch, nghĩa là ông theo truyền thống của Menđen nghiên cứu trên đậu Hà Lan trên cùng một đối tượng nhưng theo phương thức lai thuận nghịch. Kết quả lai nghịch (reciprocal cross) tóm tắt là: F2 có trung bình 25% số ruồi là cái mắt đỏ : 25% số ruồi là cái mắt trắng : 25% số ruồi là đực mắt đỏ : 25% số ruồi là  đực mắt trắng, khác hẳn lai thuận.
Bởi vậy, ông cho rằng màu mắt ruồi di truyền bị giới hạn bởi giới tính (sex limited inheritance). Để kiểm tra điều này, ông cho lai ruồi đực mắt trắng với ruồi cái F1 (mắt đỏ dị hợp) thì thu được F2 gồm: 29 cái mắt đỏ: 132 đực mắt đỏ: 88 cái mắt trắng: 86 đực mắt trắng, khác hẳn định luật Mendel. Từ đó, dựa vào lập luận di truyền nhiễm sắc thể đã công bố năm 1903 của Theodor Boveri và Walter Sutton, ông giả thuyết rằng: đặc điểm màu mắt được di truyền gắn với giới tính do gen này ở trên nhiễm sắc thể X của ruồi.
Ngày nay, người ta đã biết rằng: ở ruồi giấm thì alen quy định màu mắt đỏ là trội (Morgan coi đây là alen hoang dã trong tự nhiên và ông ký hiệu là dấu "+") định vị tại vùng không tương đồng của nhiễm sắc thể giới tính X, còn alen tương ứng quy định màu mắt trắng là đột biến lặn (ông kí hiệu là w, lấy chữ cái đầu của từ "white" là màu trắng). Nhiễm sắc thể giới tính Y của ruồi giấm không có lôcut này, nên sơ đồ thí nghiệm 1 tóm tắt là:
P: ♂ mắt trắng (XwY) × ♀ mắt đỏ (X+X+)
F1: ♀ X+Xw (đỏ) và ♂ X+Y (đỏ)
F2: 1 ♀ X+X+ (đỏ): 1 ♀ X+Xw (đỏ): 1 ♂ X+Y (đỏ): 1 ♂ XwY (trắng).
Điều này giải thích được tại sao thế hệ F2 ở phép lai thuận lại phân li 3 trội: 1 lặn như ở định luật Mendel, nhưng cá thể nào mắt trắng thì phải là con đực bởi con đực chỉ cần 1 alen là màu mắt đã biểu hiện. Trường hợp này là phương thức di truyền gen lặn liên kết X.

## Cơ sở di truyền học
Tính trạng nào di truyền liên kết với giới tính, thì tính trạng đó được quy định bởi alen định vị ở vùng không tương đồng trên NST giới tính (X và Y hoặc Z và W). Thường gặp các trường hợp khác nhau như sau.

### Alen trội ở X
Khi alen trội ở vùng không tương đồng của nhiễm sắc thể giới tính X sẽ gây ra quá trình di truyền gen trội liên kết X, trong đó nếu chỉ một bên bố hay mẹ mang một alen trội này, thì 50% số con biểu hiện tính trạng này. Ở sơ đồ minh hoạ sau đây, alen này kí hiệu là A (trội), còn a là lặn.
P: ♂ XAY × ♀ XaXa → F1: ♀XAXa + ♂ XaY. Hoặc:
P: ♂ XaY × ♀ XAXa → F1: ♀XAXa + ♀XaXa + ♂XAY + ♂XaY.
Ở người, các rối loạn di truyền do alen trội ở X đã phát hiện khá nhiều, như:
- Bệnh sắc tố Incontinentia.
- Hội chứng Alport.
- Hội chứng Rett.
- Hội chứng Fragile X.
- Hội chứng suy tuyến cận giáp.
- Hội chứng Coffin–Lowry.

### Alen lặn ở X
Khi alen lặn ở vùng không tương đồng của nhiễm sắc thể giới tính X (hoặc W), thì ở cá thể thuộc giới đồng giao tử (XX hoặc WW) phải mang hai alen lặn này tính trạng mới biểu hiện; còn ở cá thể thuộc giới dị giao tử (XY hoặc WZ) chỉ cần một alen duy nhất là đã biểu hiện tính trạng. Do đó, cá thể thuộc giới đồng giao tử không biểu hiện tính trạng có thể có kiểu gen đồng hợp tử trội (AA) hoặc dị hợp tử (Aa). Ngoài ra, ở nhiều loài sinh vật còn có cơ chế bất hoạt X (X-inactivation hay còn gọi là cơ chế lyonization), có thể ảnh hưởng đến biểu hiện tính trạng trên toàn cơ thể.
Ở sơ đồ minh hoạ sau đây, alen này kí hiệu là a (lặn - có thể biểu hiện tính trạng), còn A là trội (không biểu hiện).
P: ♂ XAY × ♀ XAXa → F1: ♀XAXA + ♀XAXa + ♂XAY + ♂XaY (chỉ biểu hiện ở giới đực).
P: ♂ XaY × ♀ XAXa → F1: ♀XAXa + ♀XaXa + ♂XAY + ♂XaY (biểu hiện ở cả hai giới)
Ở người, các rối loạn di truyền do alen lặn liên kết X đã phát hiện khá nhiều, như:
- Bệnh mù màu (rối loại sắc giác).
- Bệnh máu khó đông (Haemophilia).
- Bệnh Menker (hội chứng tóc rối).
- Hội chứng Wiskott–Aldrich.
- Hội chứng Aarskog–Scott.

### Minh hoạ tổng quát
| (A) | (B) | (C) |

| Minh họa về một số kết quả di truyền liên kết X: (A) Bố có một alen trội A liên kết X, còn mẹ đồng hợp tử lặn (aa) thì tất cả con gái biểu hiện (vì nhận X của cha), nhưng con trai không bị (do nhận Y của bố). B) Mẹ có một bản sao của A liên kết X thì 1/2 số con gái và 1/2 số con trai biểu hiện. (C) Alen lặn gây bệnh, thì mẹ dị hợp tử là "người mang mầm bệnh" thì con trai sẽ có xác suất 50% bị ảnh hưởng, 50% con gái không bị ảnh hưởng sẽ trở thành người mang giống như mẹ. |